# Crónica Profética
La Crónica Profética es un texto histórico escrito en el 883 que explica la orientación goticista que tomó la monarquía asturiana en su última etapa. El texto trata básicamente de una profecía en la que los godos, tras el dominio de los árabes, impondrían a estos los mismos castigos y penurias que habrían soportado durante su dominación. 
Los árabes serían expulsados y Alfonso III sería rey de una España nuevamente unida. En esta crónica se caracteriza la figura del moro como un personaje cruel, cobarde y lujurioso. Se genera también la leyenda que justifica la conquista musulmana como expresión de la ira divina por la mala acción de los nobles visigodos.